# Todd Webb
Pour les articles homonymes, voir Todd et Webb.
Todd Webb (5 septembre 1905, Détroit (Michigan) - 15 avril 2000, Maine) est un photographe américain.

## Biographie
Après des études à l'Université de Toronto, Todd Webb fut successivement financier jusqu'au krach de 1929, chercheur d'or, employé des Eaux et Forêts américains, travailleur chez Chrysler.
Il se tourna vers la photographie assez tardivement, vers 1939. En 1941, il s'inscrivit à un cours de Ansel Adams. Il fut photographe pour les marines de 1942 à 1945, années au cours desquelles il correspondit avec Alfred Stieglitz.
En 1946, il est photographe indépendant et travaille avec la Photo League. Il réalise des clichés d'architecture, de ponts, des photos de rue. Entre 1947 et 1949, il rejoint la Standard Oil Company, au sein de l'équipe dirigée par Roy Stryker et composée de plusieurs photographes anciens de la FSA, tels Gordon Parks, Esther Bubley, Russell Lee, John Vachon ou Sol Libsohn. Il s'installe à Paris, où il documente les effets du plan Marshall et revient à New York en 1953.
Todd Webb fut un photographe essentiellement documentaire et social, dans la mouvance de la FSA.

## Collections (partielle)
- Ambassade des États-Unis, Paris, France
- Bibliothèque nationale de France
- Carnegie Museum, University of Maine, Orono
- Institut d'art de Chicago
- George Eastman House, Rochester
- Metropolitan Museum of Art, New York
- Museum of Modern Art, New York
- Musée national de Tōkyō, Japon
- New York Public Library, New York
- Royal Photographic Society
- Smithsonian Institution, Washington.

## Dernières expositions
- 2006, Memorial Art Gallery, université de Rochester, Georgia O’Keeffe: Color and Conservation (collective)
- 2008, 
  - Université du Maine, Todd Webb: Joy Without Measure, Orono, Maine (personnelle)
  - Rockwell Museum of Western Art, Yosemite 1938, Corning (New York) (collective)
  - Portland Museum of Art, Georgia O’Keeffe and the Camera: The Art of Identity, Portland, Maine

## Galerie
- Photos sur le site de George Eastman House